# Långlördag
Begreppet långlördag betecknar i vissa trakter en lördag, där flertalet butiker i en tätort stänger senare än ordinarie tid. Långlördagen inträffar företrädesvis som första lördag efter lönedag.